# Automolis kenyae
Automolis kenyae là một loài bướm đêm thuộc phân họ Arctiinae, họ Erebidae.